# اچ‌ام‌اس گلاستر (۱۸۱۲)
اچ‌ام‌اس گلاستر (۱۸۱۲) (به انگلیسی: HMS Gloucester (1812)) یک کشتی بود که طول آن ۱۷۶ فوت (۵۴ متر) بود. این کشتی در سال ۱۸۱۲ ساخته شد.